# Monster Hunter Wilds
Monster Hunter Wilds - це відеогра в жанрі рольовий бойовик, розроблена та видана компанією Capcom. Наступниця Monster Hunter: World (2018), гра вийшла 28 лютого 2025 року для Windows, PlayStation 5 та Xbox Series X/S.

## Розробка
Wilds наразі розробляється компанією Capcom з використанням власного рушія RE Engine. За словами артдиректора Канаме Фудзіоки, після великого припливу гравців з Monster Hunter World розробники витратили більше часу на дослідження та розробку, щоб визначити, які функції вони хотіли б включити, щоб задовольнити ширше коло гравців, які очікують на Wilds. До 2024 року Wilds перебувала в розробці щонайменше п'ять-шість років.
Команда прагнула створити реалістичну екосистему та імітувати природне середовище в грі. За словами Юя Токуда, режисера гри, гравці можуть спостерігати за формами життя в грі, як вони проживають свої життєві цикли, і спостерігати, як монстри взаємодіють один з одним. Монстри не залишаються в одній локації на карті, а вільно пересуваються по ній. Хижаки переслідують здобич, і стан світу постійно змінюється. Гравці можуть використовувати мінливе середовище на свою користь, але наслідки їхніх дій неможливо скасувати, навіть якщо вони вийдуть з гри або повернуться до поселення. Команда також вирішила відійти від «екскурсійної» моделі попередніх ігор і запровадити більший, більш цілісний світ, щоб заохотити гравців взаємодіяти з різними ігровими системами гри. Щоб ще більше посилити занурення, персонаж, яким керує гравець, а також його котячі супутники (відомі як Паліко) повністю озвучені. Команда прислухалася до відгуків гравців World та Rise і вирішила зробити дослідження більш доступним для гравців шляхом введення маунтів, які автоматично направляють гравців до їхньої мети.
Monster Hunter Wilds була анонсована в грудні 2023 року на церемонії The Game Awards. Гра вийде для Windows, PlayStation 5 та Xbox Series S/X 28 лютого 2025 року і стане першою грою серії, яка вийде одночасно на всіх платформах. Гра була доступна для публічної демонстрації на виставці Gamescom 2024 року, де отримала чотири нагороди, обрані відвідувачами виставки, серед яких «Найепічніша», «Найзахопливіша», «Найкраща гра для PlayStation» та «Найкращий трейлер».
Для гри планується завантажуваний контент (DLC), хоча за словами Цудзімото, він залишиться лише косметичними предметами, такими як багатошарова броня, і не буде «pay-to-win предметами».
Відкрите бета-тестування Monster Hunter Wilds, яке розпочалося 26 жовтня 2024 року, залучило понад 460 000 одночасних гравців у Steam, що свідчить про значний інтерес гравців, попри деякі повідомлення про технічні проблеми. Гра була номінована в категорії «Найочікуваніша гра» на церемонії The Game Awards у листопаді 2024 року.